# ぼくは麻理のなか
『ぼくは麻理のなか』（ぼくはまりのなか）は、押見修造による日本の漫画作品。双葉社発行の『漫画アクション』にて2012年6号（3月20日号）から2016年18号（9月20日号）まで連載された。当初は月1回連載で、2014年14号より毎号連載に変更された。単行本は全9巻。
2017年3月31日、実写ドラマがインターネット配信され、同年10月17日から12月5日まで関東地上波でも放送された。2017年11月29日からBSフジでも放送された。

## あらすじ
上京後、友人作りに失敗したことが原因でまともに大学にも行けず、部屋に引きこもりがちな青年・小森功。唯一の楽しみは行きつけのコンビニで見かける、とある女子高生を尾行すること。だがある日、いつものように彼女の後をつけていると異変が起こる。女子高生は足を止め、後ろを振り返り、小森の方を見た。その時少女は、わずかに微笑んでいた。小森の意識はそこで途切れた。
翌朝、気付くと小森は見知らぬ部屋にいた。そして鏡に映っていたのは1人の女の子、彼がひそかに「コンビニの天使」と呼んでいた女子高生・吉崎麻理だった。突然の出来事に困惑しながら「麻理」の姿のまま女子高生として過ごす小森だったが、やがて彼は「本物の麻理はどこへ行ってしまったのか？」と気付く。
そんなある日、「麻理」のクラスメイト・柿口依が、「麻理」が外見は同じだが中身が別人となっていることに気が付く。2人は小森のアパートへ行き中に入る。麻理の中の小森は鍵の在り処を知っていたり、自分が小森であることを説明すべく小森の詳細をまくしたてる。
その後、2人は再び小森のアパートへ行き「元の小森」と対面するが、元の小森は元のままの人物で、麻理を尾行したことは無く、そもそも麻理のことを知らなかった。麻理のなかに入った小森は、依や元の小森の協力を得ながら、元に戻る方法を模索していく。

## 登場人物

### 主要メンバー
小森 功（こもり いさお）
本作の主人公。群馬県から上京してきた大学3年生。1991年3月21日生まれの21歳。
当初は楽しい学生生活を夢見ていたが、生来の内向的かつ受身な性格が災いし、友達作りに失敗。それでも大学には通っていたが2年生になったころから大学へは行かなくなり、ゲームとパソコンとオナニーで時間を潰す日々を過ごしている。実家の親から仕送りを貰っている手前、不登校になっていることは言えず「順調な学生生活を送っている」と嘘をついている。不登校になってからは夜にコンビニに買い物に行く程度しか外出しなくなったが、そのコンビニでよく見かける女子高生（麻理）に恋をする。しかし、声をかけることも出来ず、名前も知らなかったため「コンビニの天使」とひそかに呼んでいた。ある日の夜、麻理の後をつけていた途中で意識を失い、気がついた時には麻理の姿になっていた。
しかし、元の小森の話では尾行したことは無く、そもそも麻理を知らないと言う。麻理にオナニーしているところを見られ、彼女の手でしてもらったことで彼女が自分のことが好きだと誤解し、告白するが振られ号泣する。髪を切りアルバイトを始めて社会復帰、その後大学に通っていないことを知った彼の母親の勧めにより大学を辞めて実家に戻る。麻理の秘密の鍵とされる彼の日記を求めて訪ねて来た麻理と依に会い、日記を手渡す。
実家に戻った後は、父親の仕事を手伝っている。
吉崎 麻理（よしざき まり）
本作のキーパーソン。高校2年の女子高生。1995年8月18日生まれ。
小森がコンビニで定期的に見かける存在。黒髪セミロングが似合う清楚美人であり、友人が多くて男子生徒からも人気がある。甘党らしくチョコレートや清涼飲料水を好む。
小森からはひそかに「コンビニの天使」と呼ばれて片思いされていた。元の小森のことを「小森」と呼ぶ。小森が麻理になかに入った後の麻理の消息は不明だが、後に麻理と思しき人物から、麻理のなかに入った小森に電話がかかってくる。しかし、それは元の小森が作った合成音声だった。
3歳ごろまで父方の祖母が付けてくれた「史子（ふみこ）」という名だったが、母親の勝手で改名されたことが分かりトラウマを抱える。友達や親に私をちゃんと見て欲しいという悩みを抱える。
実は、麻理のなかに入った小森は麻理が作り出したにせものの別人格で、麻理が小森を尾行して得た彼の情報が基になっていた。小森の日記を見た後、自らが作り出した小森とふみこの幻影と別れた後に自我を取り戻し、依と友達になる。
柿口 依（かきぐち より）
本作の準主人公。
麻理のクラスメイト。眼鏡をかけた少女。過去に保健室のベッドの上で麻理に抱きしめられて以来、麻理のことを信奉している。普段は麻理が絶対に使わない「カワイイ」という言葉を口にしたことで本当の麻理ではないと気付き、小森（姿は麻理）に女の子らしい身だしなみなどを教える。小森より年下だが、麻理に入った小森を「小森」と呼び捨てにし、キツイ口調で接する。麻理とは同じクラスだがほとんど交流は無かった。
麻理のなかに入った小森と元の小森からは「依さん」と呼ばれ、元の麻理からは「柿口さん」と呼ばれている。麻理と違って友達のいない目立たない生徒で、麻理のなかに入った小森に、グループから変に思われるから学校では話しかけないように注意する。麻理のなかに麻理がいることが分かってからは小森の入った麻理と仲良くなり、学校でもよく話すようになる。
麻理が学校に行かなくなってから1人で昼食を取っていた時に2人の同級生に一緒に食べないかと誘われる。自我を取り戻した麻理が復学した後は4人で行動を共にしている。

### 吉崎家
吉崎 伸二（よしざき しんじ）
麻理の弟。麻理が自室に大量のエロ本を隠していたことを知っており、勝手に持ち出そうとしてバレる。
元気の無い姉のことを心配しており、一緒にゲームをしようと誘う。そのことが幼いころの麻理の写真を見つけるきっかけとなる。母方の祖母が存命であることを教えたり、母親が出て行ったことを麻理に知らせに来る。
吉崎 絵理子（よしざき えりこ）
麻理の母親。麻理がおかしくなってしまったのは最初は恋の悩みだと思っている。麻理の祖母のことを嫌っており、祖母の死後に「史子」から「麻理」に改名する。普段は温厚な性格をしているが、都合の悪いことを言われると態度を急変させる。依にふみこについて聞かれたことで激怒し、置き手紙を残して家を出て行く。麻理の卒業式には夫と息子の3人で出席している。
麻理の父親
眼鏡をかけている。学校に行かない麻理のことを叱れなかったり、妻の希望する娘の名前を母親に押し通せなかったりする、やや頼りない面がある。妻が出て行ったことに対して初めは怒っていたが、そのうち帰ってくると楽観的な見方をする。
麻理の祖母
父方の祖母で麻理が3歳のころに他界している。麻理の記憶の中で、幼い麻理のことを「ふみこ」と呼ぶ。麻理の最初の名前である史子（ふみこ）は彼女が名付けた。

### その他
ももか
麻理の友達グループの1人で、髪型はボブヘア。麻理とは中学から一緒に過ごしている。ヒロキと付き合っており、ヒロキが自分と付き合う前に麻理に告白していたことを知っていた。
麻理から名前呼びだったのに急に「ちゃん」付けされたり、彼氏のヒロキに接近したことで麻理からバカにされていると感じ、仲が悪くなる。ヒロキとは1度別れる。
ヒロキが麻理に迫った後にそのことを知りつつ復縁し麻理との仲直りを希望するが、麻理のなかの小森から拒絶され、以降は交流がなくなる。
ちひろ
麻理の友達グループの1人で、髪型はショートヘア。あと1人姓名不明の後ろ髪をアップにしている女子がおり、麻理は彼女たち3人と仲が良かった。
坂本 ヒロキ（さかもと ヒロキ）
ももかと付き合っている男子。小森と同じゲームをやっていたことで麻理（小森）と話が盛り上がる。ももかと付き合う前に麻理に告白し断られている。
ももかと別れ、麻理に無理矢理キスをしたことで麻理から殴られる。麻理が自分は「小森功」であることをカミングアウトする要因となる。その後はももかと復縁し、以前よりも絆が深くなる。
柿口 茉里（かきぐち まり）
依の姉、麻理と同じ読みの名前。依は彼女と母親を嫌っていたが、麻理と交流していくうちに依と話せるようになり、麻理のおかげと感謝している。
山口
麻理たち2年5組の担任教師。麻理の家に赴き、麻理が学校に行ってないことを両親に告げる。

## 書誌情報
- 押見修造 『ぼくは麻理のなか』 双葉社〈アクションコミックス〉、全9巻
  1. 2012年12月7日発売 ISBN 978-4-575-84170-1
  2. 2013年8月9日発売 ISBN 978-4-575-84268-5
  3. 2014年6月9日発売 ISBN 978-4-575-84419-1
  4. 2014年11月28日発売 ISBN 978-4-575-84538-9
  5. 2015年3月27日発売 ISBN 978-4-575-84596-9
  6. 2015年8月10日発売 ISBN 978-4-575-84666-9
  7. 2015年12月9日発売 ISBN 978-4-575-84726-0
  8. 2016年5月9日発売 ISBN 978-4-575-84795-6
  9. 2016年9月28日発売 ISBN 978-4-575-84856-4

## ドラマ
2017年3月31日17時00分（JST）、FODで1夜限りのライブストリーミングでの配信を行う。同年10月17日から12月5日まで毎週火曜0時25分 - 0時55分（月曜深夜、JST。『ブレイクマンデー24』枠前半）、地上波で放送された。

### キャスト
- 吉崎 麻理 - 池田エライザ
- 小森 功 - 吉沢亮
- 柿口 依 - 中村ゆりか
- 吉崎 絵里子（麻理の母） - 西田尚美
- 柿口 茉里（依の姉） - 黒澤はるか
- 麻理の弟 - 西岡健吾
- 麻理の父 - 八十田勇一
- ももか - 花坂椎南
- 永尾まりや
- 小野花梨
- 芋生悠
- 若林元太
- ヒロキ - 中島健
- ふみこ - 川島莉杏

### スタッフ
- 原作：押見修造『ぼくは麻理のなか』（双葉社・漫画アクション）
- 脚本：下田悠子
- 音楽：川谷絵音
- 主題歌：Shiggy Jr.「僕は雨のなか」（ビクターエンタテインメント）
- オープニングテーマ：indigo la End「鐘泣く命」（ワーナーミュージック / unBORDE）
- 企画：村上正成、加藤達也
- プロデュース：櫻井雄一
- 演出：スミス、横尾初喜、戸塚寛人
- 制作協力：ソケット
- 制作著作：フジテレビ

### 放送日程
| 各話   | 放送日   | サブタイトル     | 演出     |
| ------ | -------- | ---------------- | -------- |
| 第1話  | 10月17日 | 入れ替わり       | スミス   |
| 第2話  | 10月24日 | 告白             | スミス   |
| 第3話  | 10月31日 | 麻理からの電話   | 横尾初喜 |
| 第4話  | 11月07日 | 麻理の記憶       | 横尾初喜 |
| 第5話  | 11月14日 | 謎の少女         | 戸塚寛人 |
| 第6話  | 11月21日 | 小森の失踪       | 戸塚寛人 |
| 第7話  | 11月28日 | 混線する意識     | 横尾初喜 |
| 最終話 | 12月05日 | ぼくは麻理のなか | スミス   |

| フジテレビ 火曜 0:25 - 0:55（月曜深夜、ブレイクマンデー24前半枠） | フジテレビ 火曜 0:25 - 0:55（月曜深夜、ブレイクマンデー24前半枠） | フジテレビ 火曜 0:25 - 0:55（月曜深夜、ブレイクマンデー24前半枠） |
| 前番組                                                            | 番組名                                                            | 次番組                                                            |
| ----------------------------------------------------------------- | ----------------------------------------------------------------- | ----------------------------------------------------------------- |
| アイ〜私と彼女と人工知能 ※0:25 - 1:25 （2017.10.3-10.10）         | ぼくは麻理のなか （2017.10.17 - 12.5）                            | 超限定能力（再放送） ※0:25 - 1:25 （2017.12.12）                  |